# Utidana
Utidana is een geslacht van vlinders van de familie sikkelmotten (Oecophoridae), uit de onderfamilie Oecophorinae.

## Soorten
- U. calamaea Turner, 1935
- U. pleurostigma Turner, 1935